# Dioscorea pseudomacrocapsa
Dioscorea pseudomacrocapsa là một loài thực vật có hoa trong họ Dioscoreaceae. Loài này được G.M.Barroso, E.F.Guim. & Sucre mô tả khoa học đầu tiên năm 1971.